# Jörgen Kocks hus

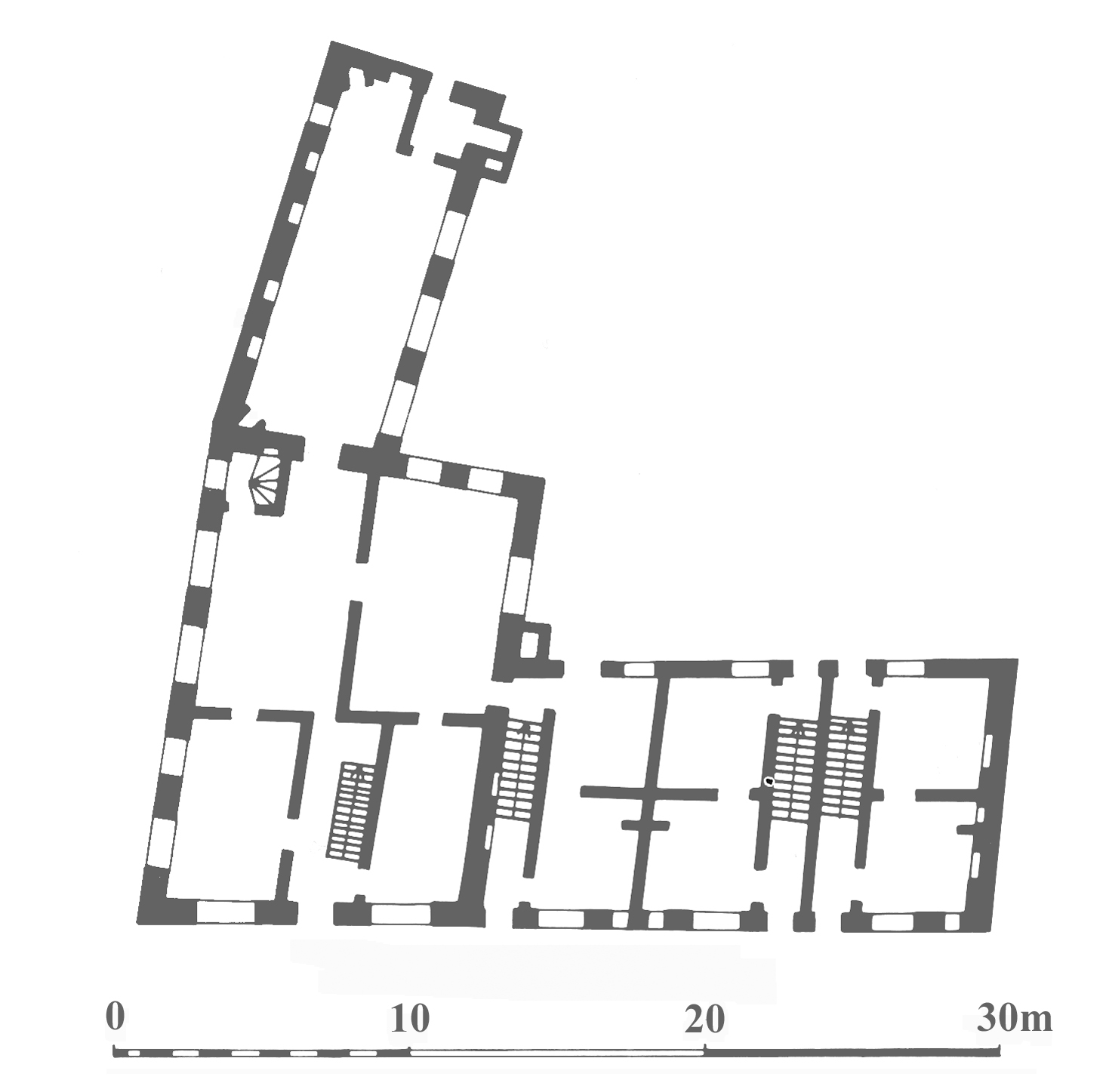
Bottenvåningen i den ursprungliga Jörgen Kocks gård.

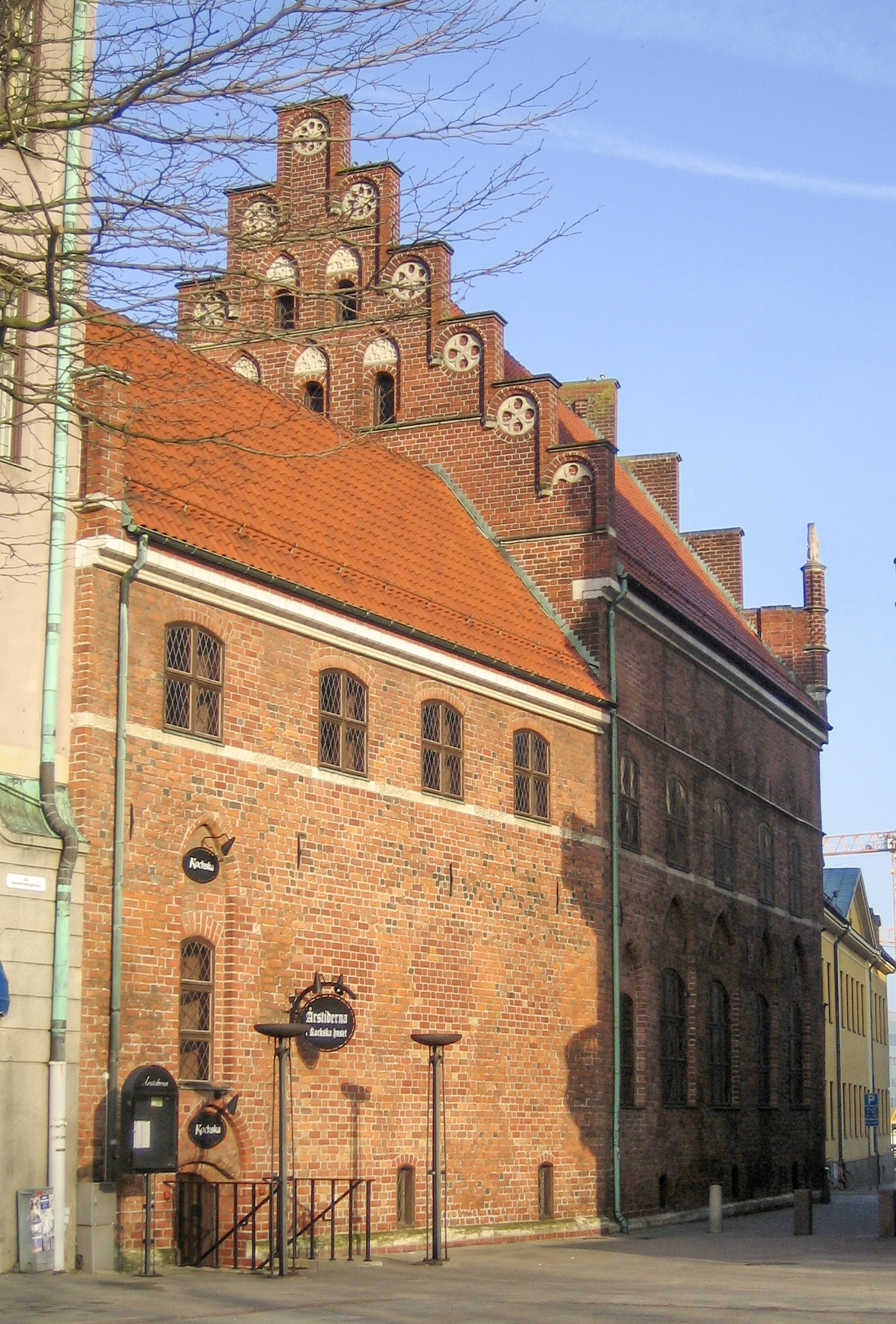
Östra fasaden sedd från Stortorget.

Kockska huset är det mest imponerande byggnadskomplexet från Malmös äldre historia. De ståtliga tegelmurarna symboliserar inte enbart 1500-talets Malmöhistoria utan också en stor portion dansk rikshistoria. 

## Byggnaderna
Jörgen Kock omtalas som myntmästare för hela Danmark år 1518. Han bodde vid denna tid på Myntergården i Malmö, föregångaren till det nuvarande Malmöhus. År 1522 inköpte han en fastighet mitt i Malmö av Sorø kloster. Denna fastighet låg strategiskt vid korsningen av den stora huvudgatan ”Den lange adelgatan” och stredet som ledde ner till hamnporten och Malmös viktiga skeppsbrygga. Åren 1522–1524 uppförde han sitt alltjämt till stora delar existerande palats. Så mäktig var Jörgen att han efter 1525 förlade Danmarks mynttillverkning till sin egen gård. Detta kunde han göra då stora delar av kvarteret söder om bostadsbyggnaderna ingick i hans tomt.
Av den forna gården återstår i dag tre byggnader. Själv bodde Jörgen och hans hustru Citze i den ståtliga hörnbyggnaden. Till denna hör den mindre salslängan mot Stortorget. Här fanns i bottenvåningen Jörgens banklokal och i ovanvåningen hans privata festsal. Längan utmed Västergatan var ursprungligen uppförd som ett radhus i två våningar, en hyreslänga med tre bostäder. Den östra lägenheten intill hörnhuset ingick i Jörgens privata bostad. Samtliga byggnader har kryssvälvda källare.
Hörnbyggnaden ståtar med en mängd utsmyckningsdetaljer, merparten i dag dock kopior tack vare luftföroreningar. Originalen finns bevarade på Malmö museum. I hörnet ses Jungfru Maria stående på månskäran, bärande Jesusbarnet. Sockeln är daterad 1525. Samma årtal finns över en av vindsluckorna. Över en annan lucka ses Jörgens och Citzes vapensköldar. Liknande sköldar finns hos de två lejon som står på gavelns sidotinnar.
I augusti 1524 bodde Gustav Vasa i en vecka i huset under Malmö recess. I ovanvåningen finns alltjämt ursprungliga väggmålningarna i det forna sovrummet delvis bevarade. Dessa har en helt annan karaktär än övriga väggmålningar i huset varför man misstänker att de kan ha utförts av en tysk mästare med anledning av den utländske kungens besök. Ett bevarat motiv visar ett palats där kung David blickar ut över sin trädgård där den nakna Bathseba badar. Bilden av Bathseba har dock senare huggits bort. Både i bottenvåning såväl som i ovanvåning finns fragment efter andra färgrika väggmålningar i en stil som antyder en mera lokal målares verksamhet. Väggarna har täckts av blad- och växtrankor ur vilka olika figurer står fram. I bottenvåningens banklokal ses en pipare och en trumslagare över dörren, flankerad av två dansande björnar och en papegoja. Här finns också Jörgen Kocks och hans hustru Citzes vapensköldar. Jörgen blev adlad i januari 1526 varför vapnen anger en bakre gräns för målningarnas datering.
I salslängans ovanvåning finns fragment efter en samtida väggmålning bestående av kvaderblock, återgivna i perspektiv. Här finns också ett litet fragment av ett manshuvud i vars skägg en råtta sitter. Malmöforskaren Einar Bager har velat koppla denna scen till det samtida brukade talesättet: ”Råtta bygger bo i lat mans skägg”. I denna sal förvaras dessutom Jörgen Kocks originalporträtt. Detta är målat på pannå och har försetts med en samtida text i översättning: ”Jörgen Kock 1531. Hans ålder 44 år.” Att privatpersoner avbildades vid denna tid var något mycket unikt och visar Jörgen Kocks stora makt. Porträttet har alltid funnits i huset sedan 1500-talet. En färg- och röntgenanalys har visat att hans skägg är senare påmålat vilket skett troligtvis under hans levnadstid.

## Senare ägare
Gården kom efter Jörgens död 1556 att ägas av olika adliga familjer. Fru Tale Ulfstand blev delägare 1595, Holger Jensen Ulfstand 1604, Karen Thott ca 1610, 1624 fru Sofie Ulfstand änka efter Claus Podebusk och senare fru Margrete Ahlefeldt av danska släkten Ahlefeldt. På 1650-talet ägdes gården av slottsskrivaren Rasmus Andersen. Denne deltog i den misslyckade Malmösammansvärjningen 1658 när man försökte återta Malmö till den danske kungen. Han leddes senare ut på Stortorget för att halshuggas, men efter det att några av hans medskyldiga förlorat huvudena benådades han på schavotten.
1770 inköpte handelsmannen Frans Suell gården och gjorde den till sin bostad. Suell skulle komma att bli en av Sveriges rikaste borgare. På sin stora tomt lät han uppföra en tobaksfabrik. Han uppförde i staden också en sockerfabrik och en klädesfabrik; han anlade ett tegelbruk i Lomma och började i stor skala kalkbränning i Limhamn. År 1774 började Suell också anlägga Malmö hamn och han var en av initiativtagare till inrättandet av en stor bank i Malmö.
Efter Suells död kom gården i svärsonen Lorens Kockums ägo och övergick 1825 till sonen Frans Henrik Kockum d.ä.. Denne kom att bli en stor industrimagnat i Malmö och grundade bland annat Kockums Mekaniska verkstad och varv. Denna historiska koppling till gården gjorde att Kockums på 1960-talet inköpte Jörgen Kocks gamla gård och också bekostade den omfattande renoveringen/ombyggnaden av gården.

## Galleri

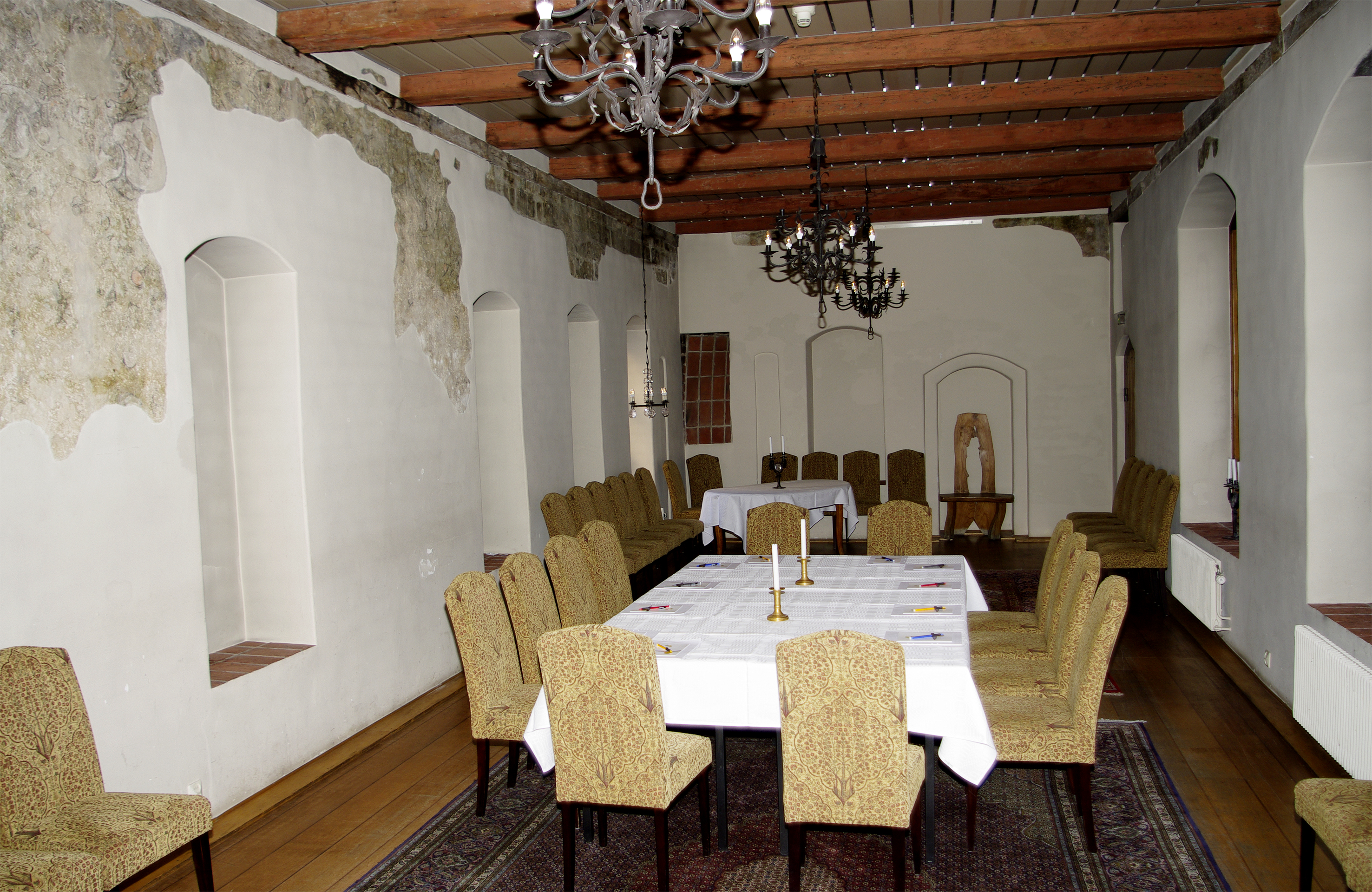
Bottenvåningens banklokal.
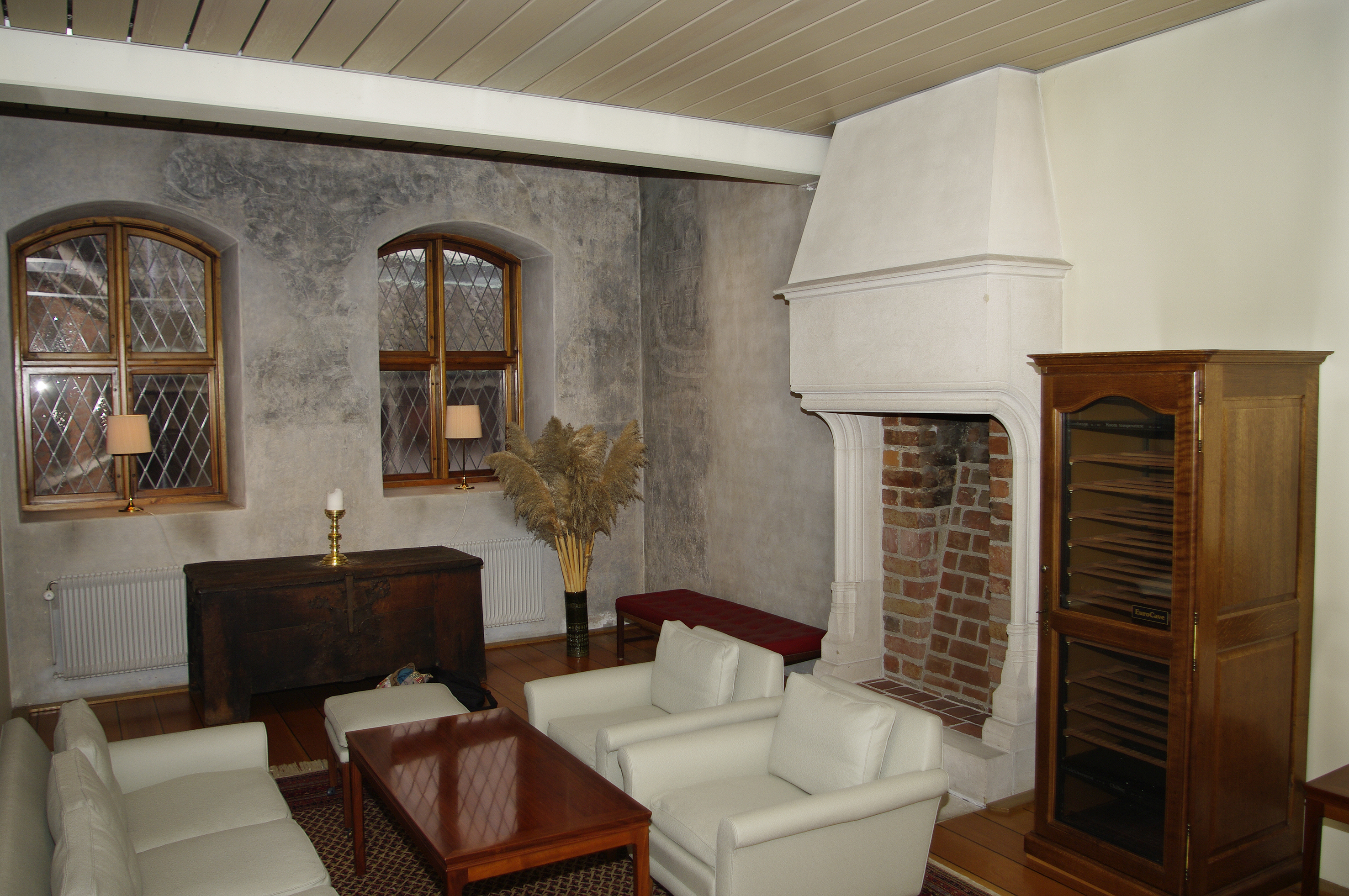
Gustav Vasas sängkammare.
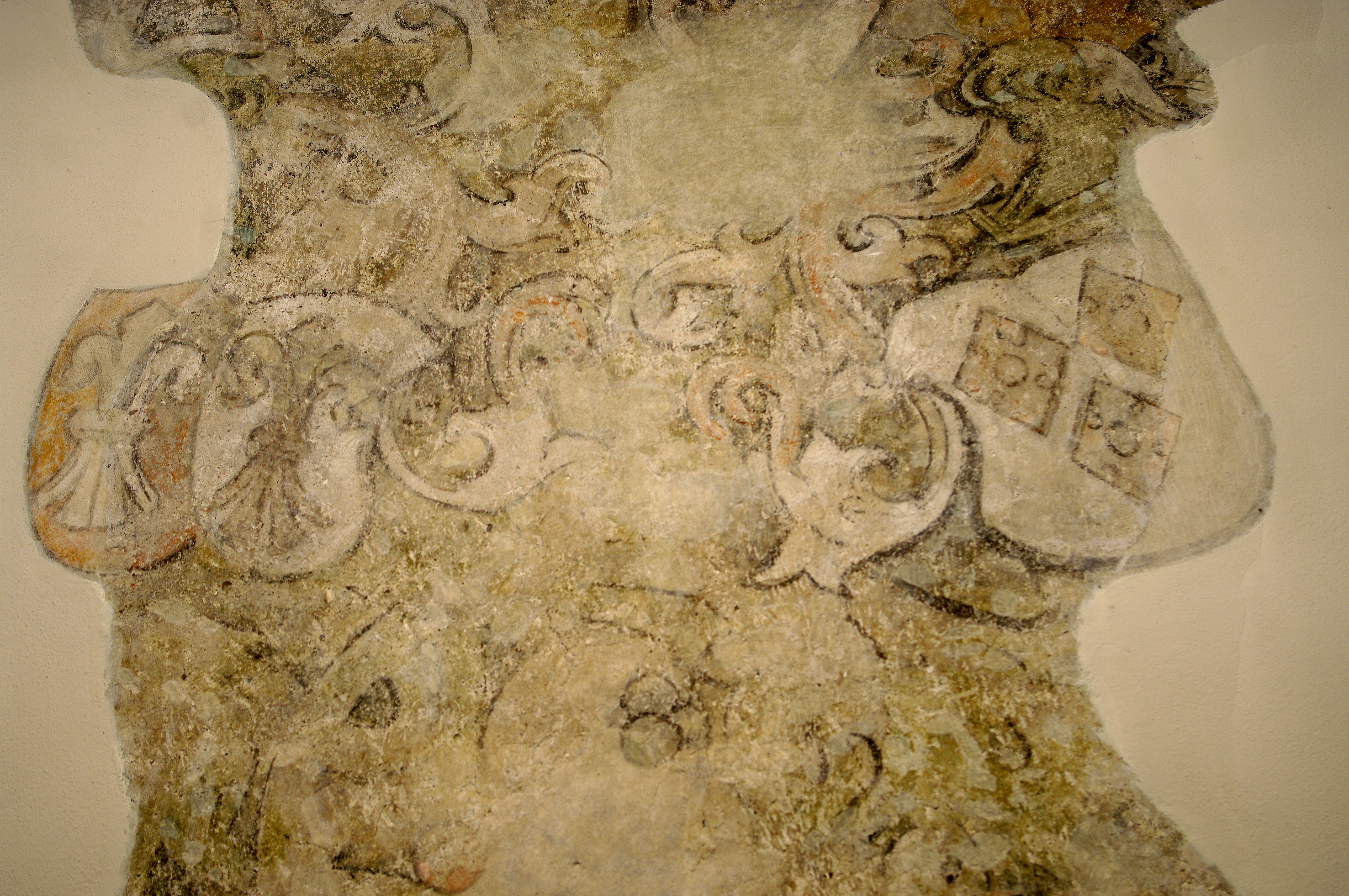
Jörgen Kock och Citzes vapen.
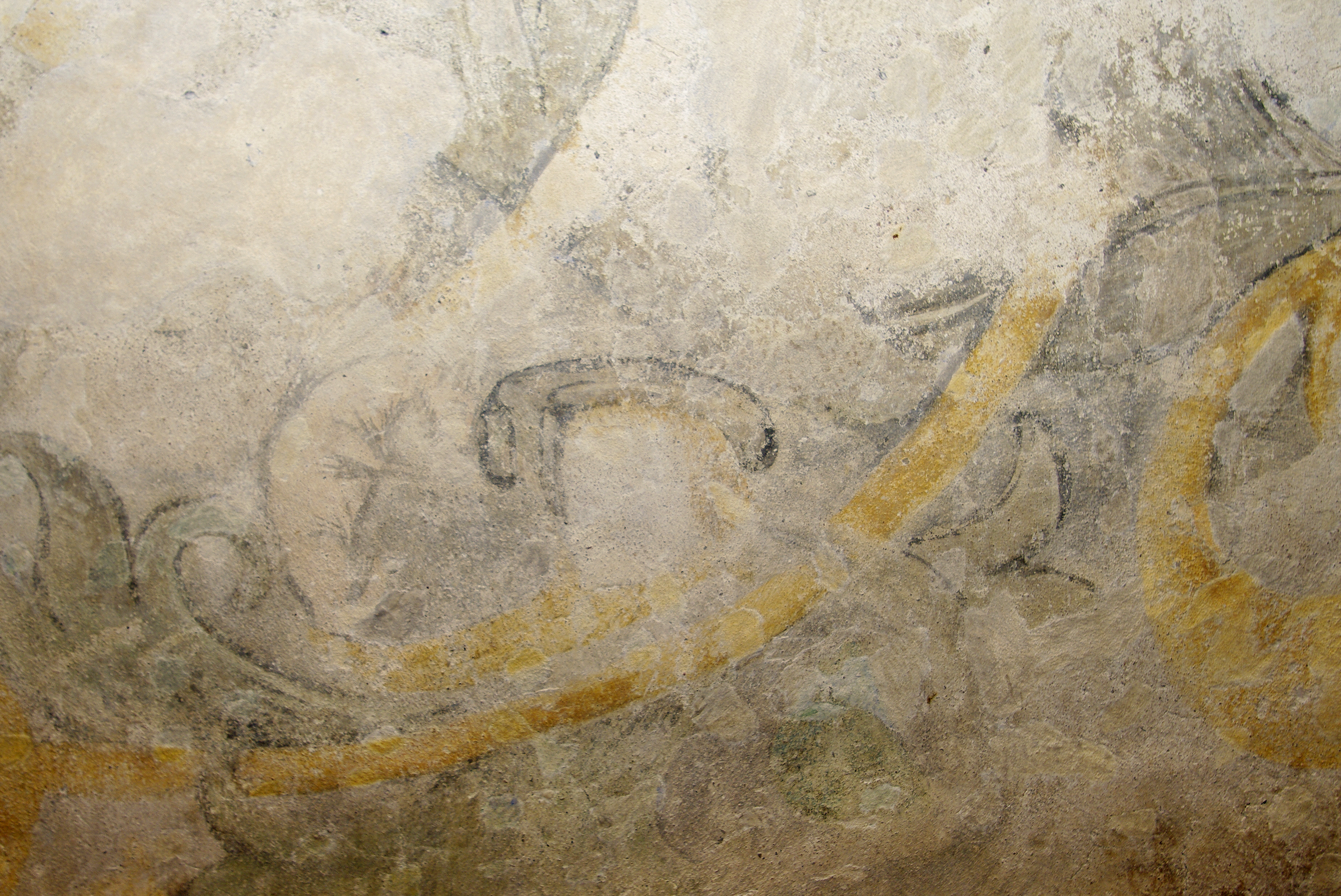
Manshuvud med barett och råtta i skägget.
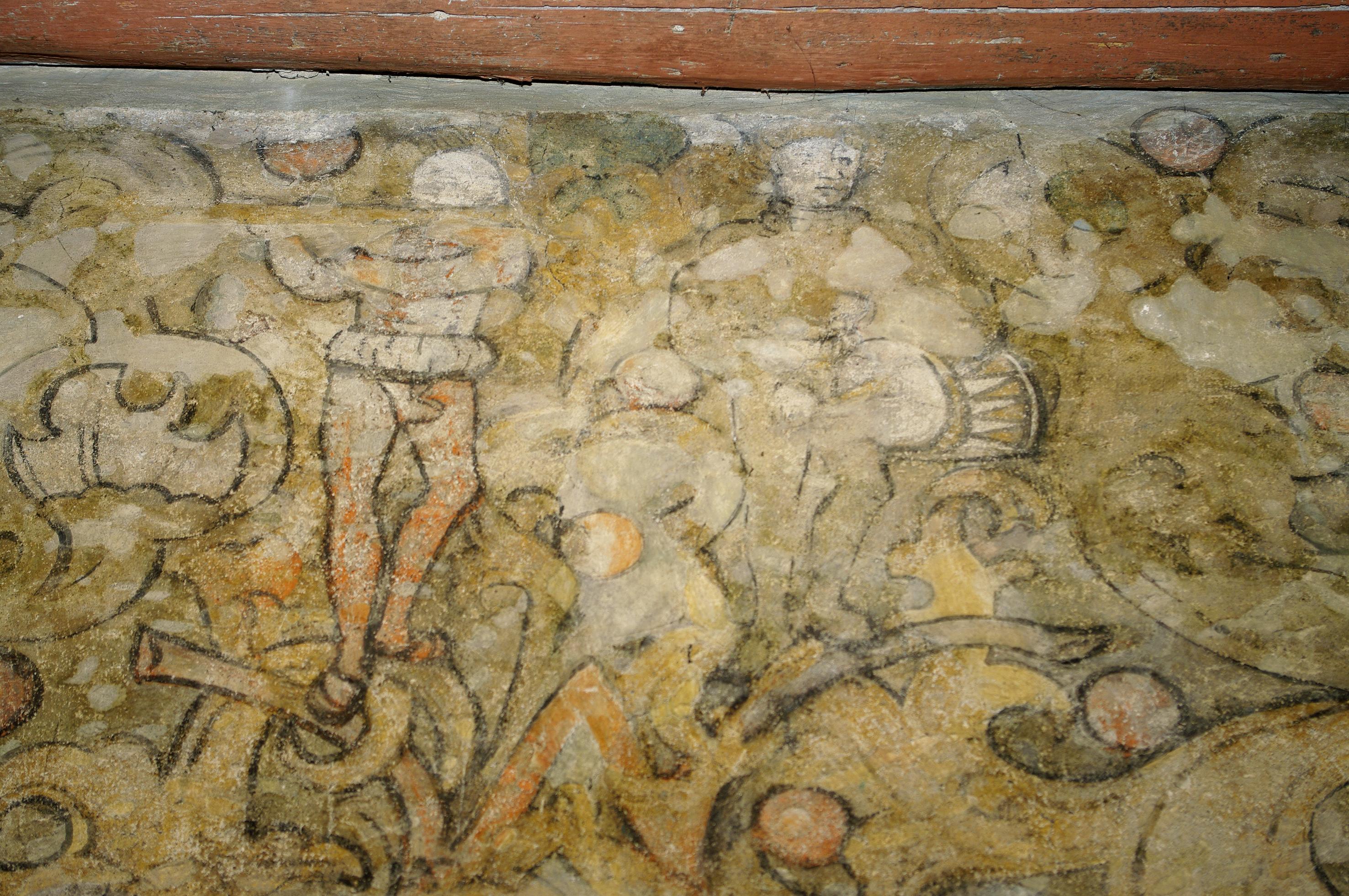
Pipare och trumslagare.
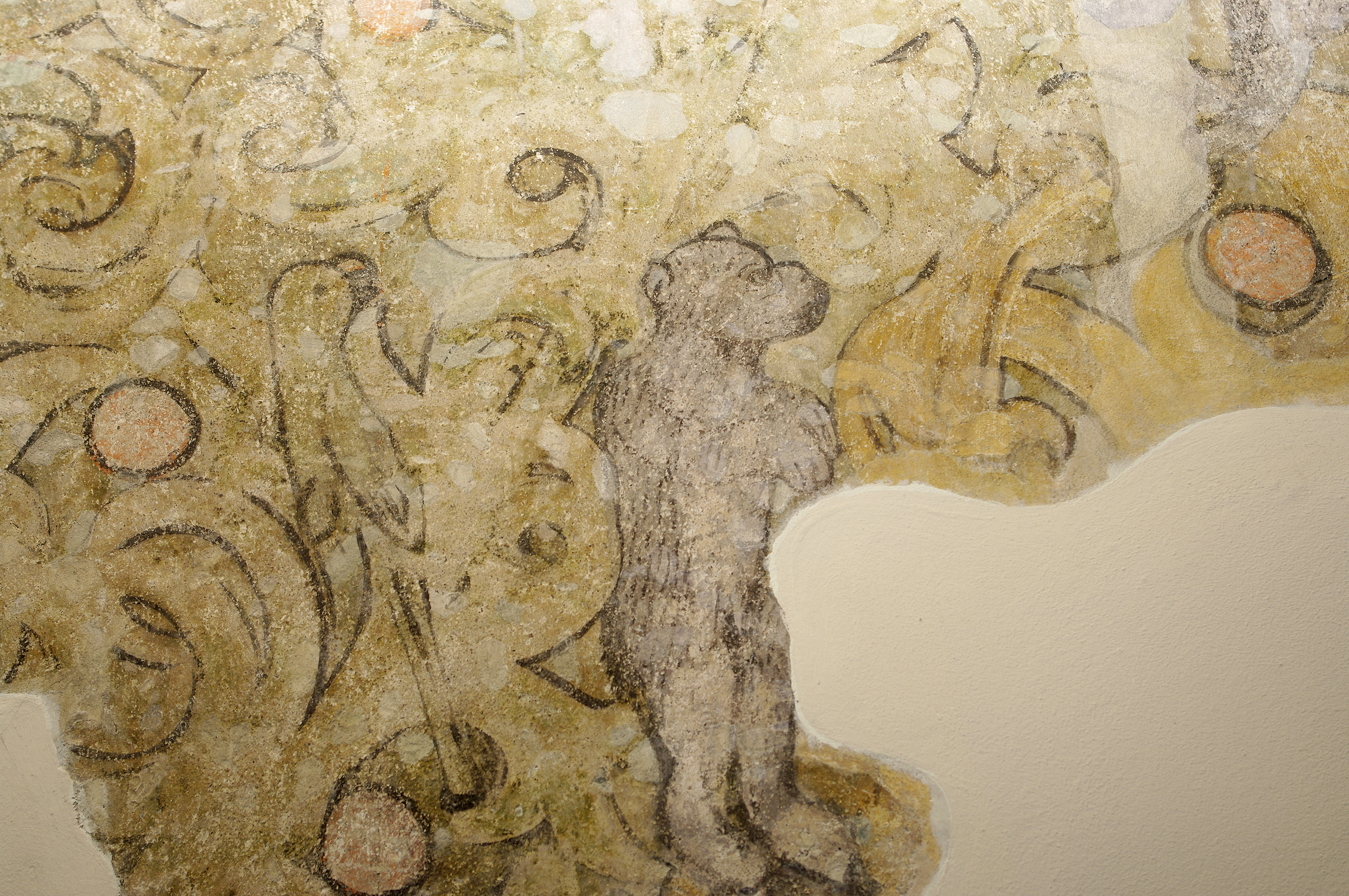
Dansande björn och papegoja.
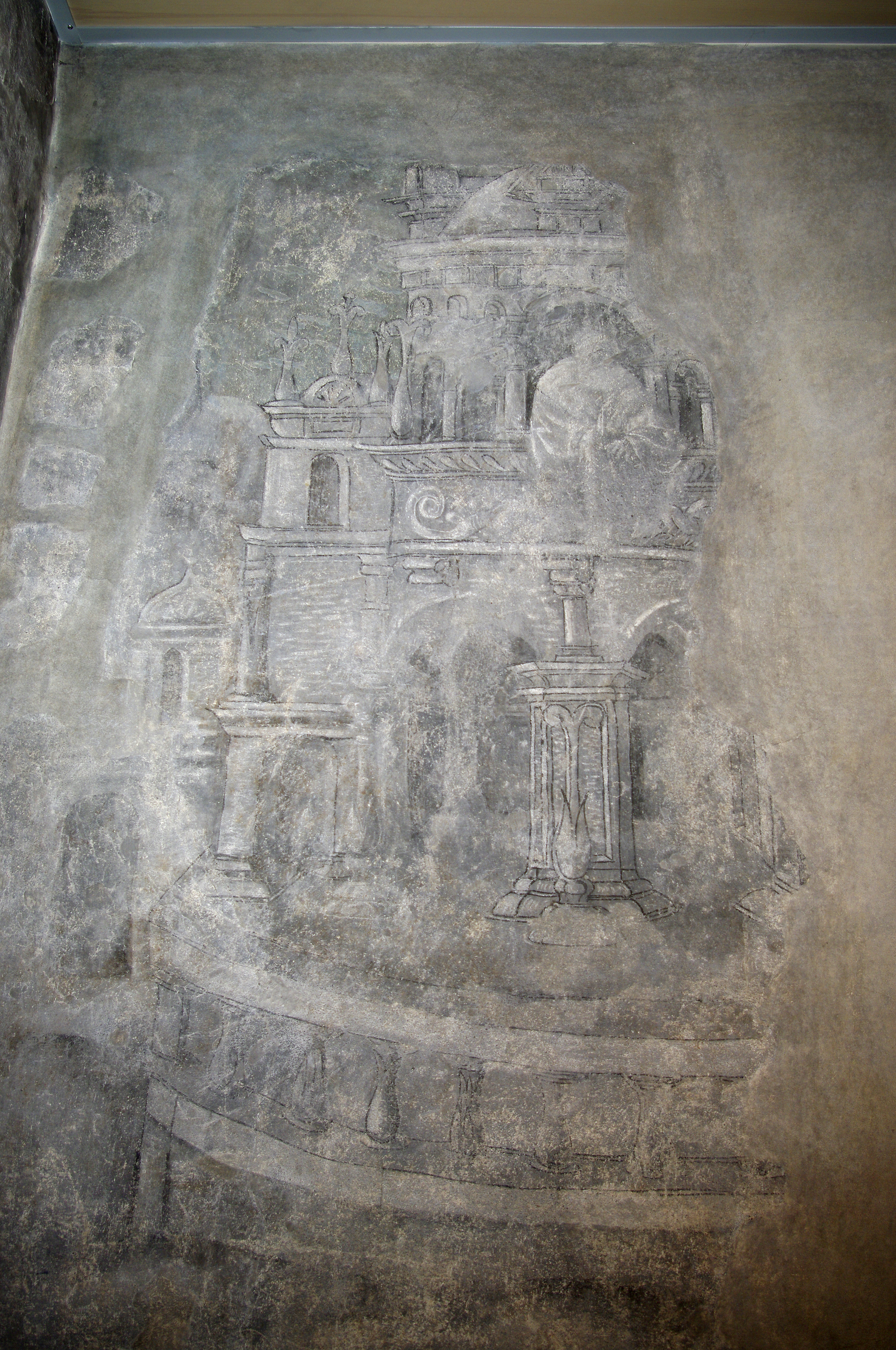
Kung David och Herodes palats.
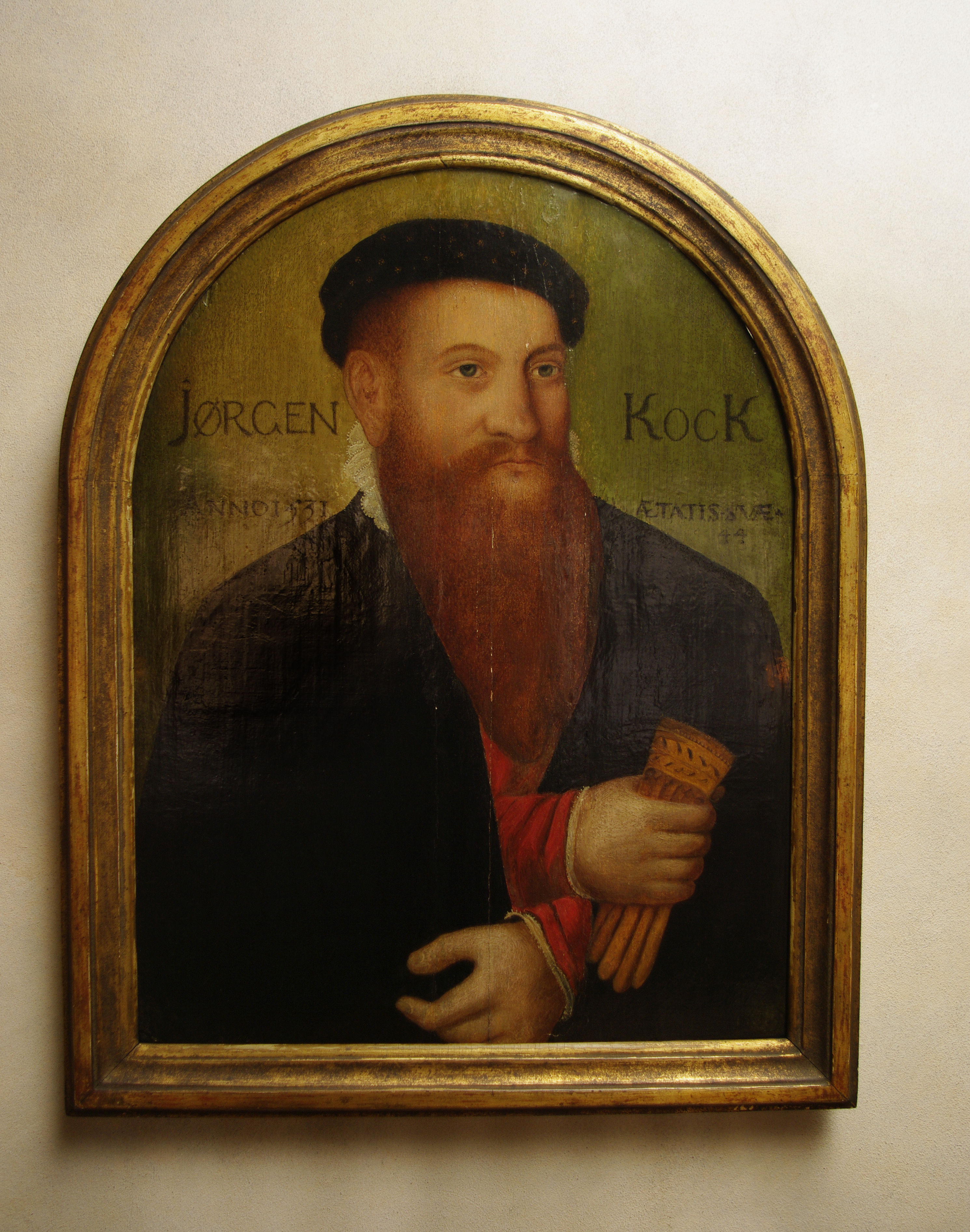
Jörgen Kocks porträtt.
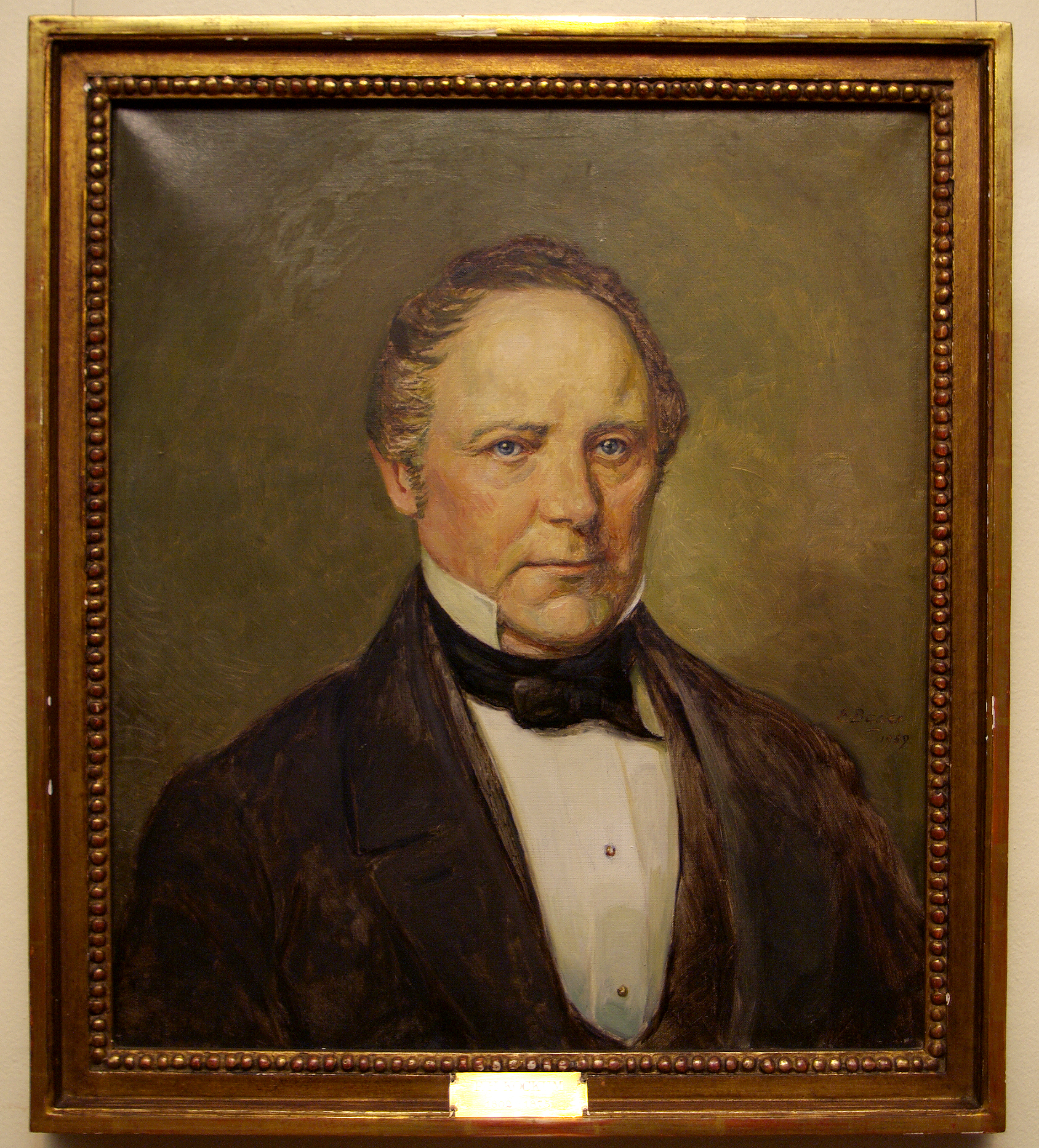
Frans Henrik Kockums porträtt.